# المسيحية في النمسا

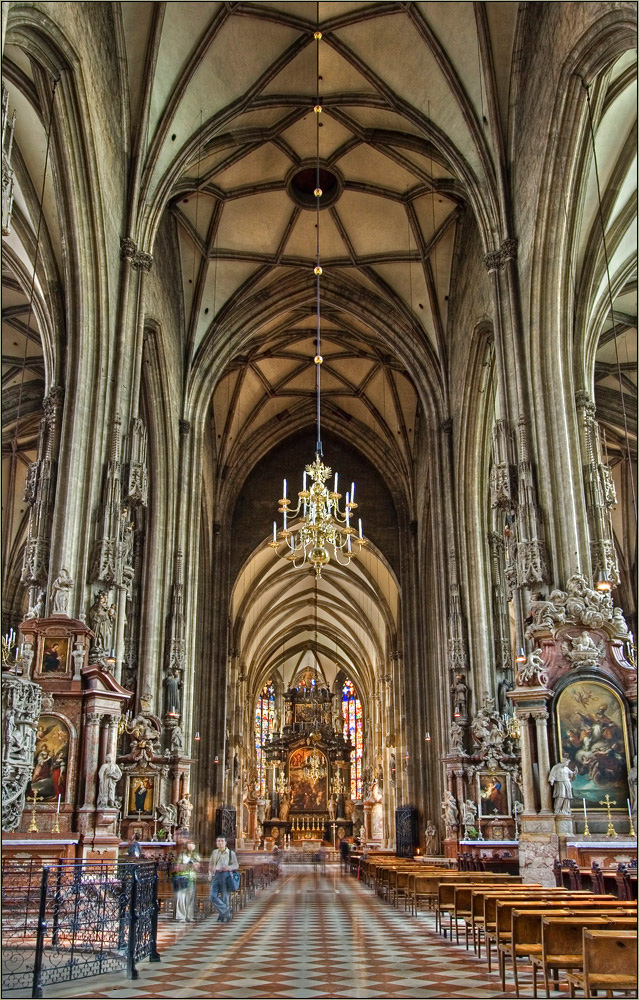
داخل كاتدرائية القديس اسطفان الوطنية في فيينا.

المسيحية في النمسا هي أكبر الديانات في البلاد، حيث وفقًا للتعداد السكاني لعام 2001 شكَّل المسيحيون حوالي 84.3% من مجمل السكان. وتعتبر النمسا دولة كاثوليكية إذ بلغت نسبة معتنقي هذا المذهب وفقًا لتعداد السكان عام 2001 حوالي 73.6% من السكان أي 6 ملايين كاثوليكي، وفقًا للتعداد السكاني لعام 2018 شكَّل المسيحيون حوالي 70% من مجمل السكان، وبحسب بيانات الكنيسة الكاثوليكية انخفضت نسبة الكاثوليك المُسجلين رسمياً إلى 56.9% أي 5.11 مليون كاثوليكي. بالمقابل بحسب دراسة قامت بها مركز بيو للأبحاث عام 2018 قال حوالي 80% من النمساويين أنهم مسيحيين وبحسب الدراسة تأتي الكاثوليكيَّة بمقدمة الطوائف المسيحيَّة مع حوالي 75% من السكان.
لعبت الكنيسة الرومانية الكاثوليكية دورًا هامًا سواء في الثقافة والسياسة النمساويَّة. أدّى حكم آل هابسبورغ الكاثوليكيَّة إلى تثبيت المذهب الكاثوليكي في أراضي ملكية هابسبورغ بعد حرب الثلاثين عاما القرن الخامس عشر. وللموسيقة المسيحيَّة المقدسة تقليد ذات حضور في الموسيقى الكلاسيكية في فيينا، حيث أنتج النمساويين أعمال فنيَّة مسيحيَّة سُميت «بالمُوسيقى المقدسة» والتي لها مكانة بارزة في الثقافة الغربية والمسيحيَّة وشهرة واسعة النطاق، منها أوبرا «افي فيروم كوربوس» لفولفغانغ أماديوس موتسارت؛ والعمل الفني الشهير «القداس» لجوزيف هايدن، وعمل أنطون بروكنر في «تي ديوم»، إلى جانب ترنيمة الليلة الصامتة من تلحين النمساويّ فرانس إكزافير غروبر، والتي أُعلنت في سنة 2011 من قبل منظمة يونسكو كجزء من التراث الثقافي غير المادي.

## تاريخ

### العصور المبكرة الوسطى

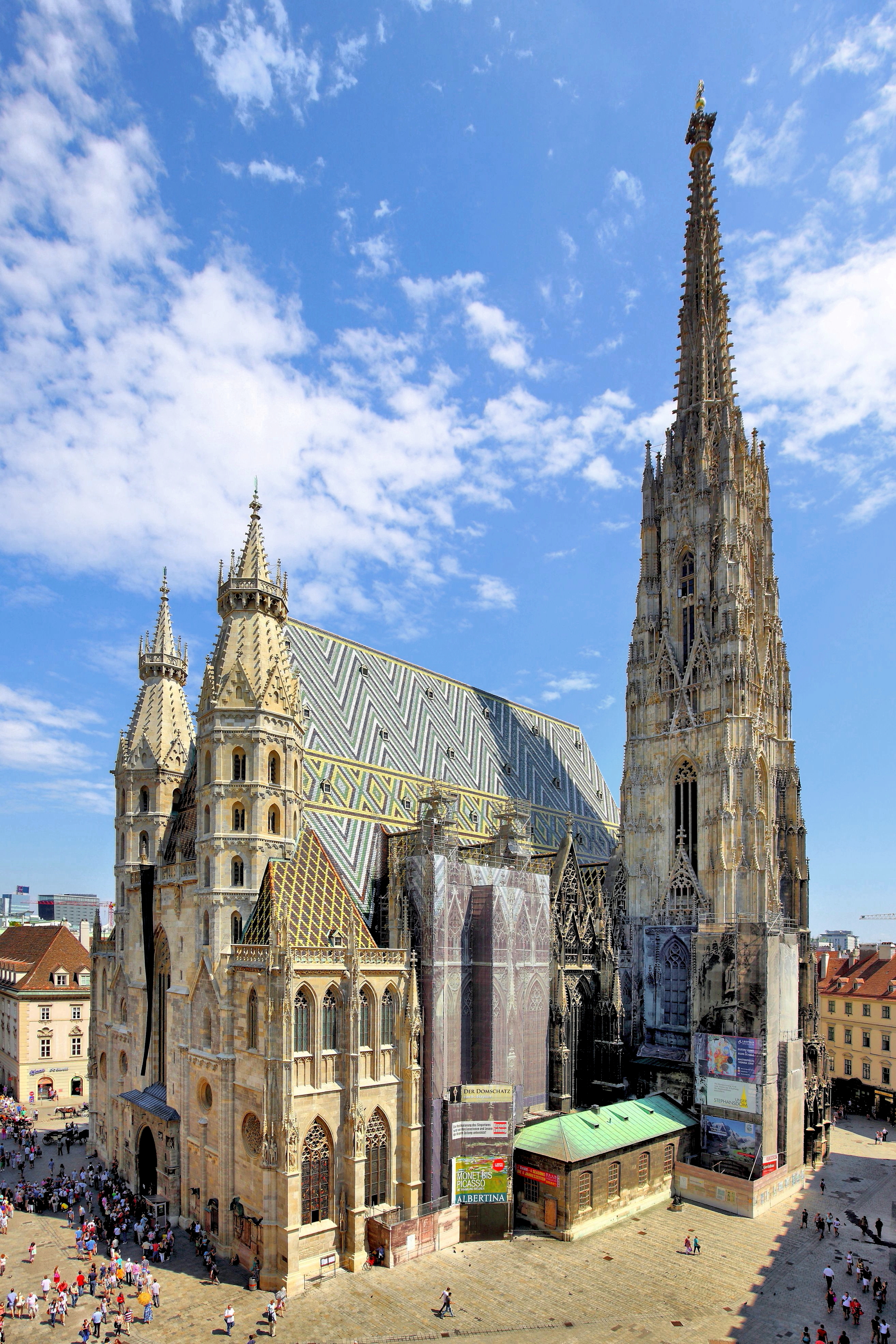
كاتدرائية القديس اسطفان في فيينا.

ظهرت المسيحية في النمسا في القرن الثاني الميلادي، مما أدى إلى تنظيم الكنيسة الذي يمكن تتبعه إلى القرن الرابع الميلادي. بعد وصول قبيلة البايوفاريون، أصبحت النمسا هدفًا للجهود التبشيرية، حيث وصل إليها للتبشير روبرت وفيرجيل من البعثة الأيرلندية. بعد سقوط الإمبراطورية الرومانية، تم غزو المنطقة من قبل البافاريين والسلاف والأفار. فتح شارلمان، ملك الفرنجة، المنطقة عام 788 م وأدخل الديانة المسيحية إلى المنطقة. خلال الفترة الكارولنجية انتشرت المسيحية في جميع أنحاء ألمانيا والنمسا، وخاصًة خلال عهد شارلمان من خلال حملاته العسكرية التوسعية. وفي عام في 530 كتب بندكت النيرسي كتاب الحكمة الرهبانية، والذي أصبح نموذجًا لتنظيم الأديرة في جميع أنحاء ألمانيا. هذه الأديرة الجديدة حافظت على الحِرف التقليدية والمهارات الفنيّة وحافظت أيضًا على الثقافة الفكرية والمخطوطات القديمة داخل مدارسها ومكتباتها. فضلًا عن توفير حياة روحية لرهبانها، كانت الأديرة أيضًا مركز إنتاج زراعي واقتصادي، لا سيما في المناطق النائية، وأصبحت الأديرة إحدى القنوات الرئيسية للحضارة، وساهمت هذه الأديرة في النهضة الكارولنجية في القرن التاسع. وخلال القرن السابع أصبح البافاريين الجرمانيين مسيحيين بشكل متزايد، وأصبحت سالزبورغ بحلول عام 798 أسقفية.
خلال حقبة أوتو الثالث تم القضاء على ثورة رومانية بقيادة كريسينتيوس الثاني وعين ابن عمه بابا غريغوري الخامس بعد رحيله من المدينة عاد كريسينتيوس الثاني وأشعل ثورة وعزل غريغوري الخامس وعيَّن يوحنا السادس عشر، فعاد أوتو الثالث وأعاد ابن عمه غريغوري الخامس، وعندما مات غريغوري الخامس عام 999 عيّن أوتو الثالث سلفستر الثاني بابا وبذلك قام بتقوية سيطرة الإمبراطور على الكنيسة الكاثوليكية. وعمل على استعادة المجر ونشر المسيحية بإرسال الحملات التبشيرية منها إلى بولندا وتتويج ستيفين الأول ملك المجر كأول ملك مسيحي على المجر. اتبع حكام الإمبراطورية الرومانية المقدسة سياسة تسوية البلاد، وتطهير الغابات، وإنشاء المدن والأديرة. وشكلت الكنيسة الرومانية الكاثوليكية الديانة الرسمية الوحيدة للإمبراطورية الرومانية المقدسة حتى عام 1555، وكان الإمبراطور الروماني المقدس دائمًا رومانيًا كاثوليكيًا. حيث اعتبرت الكنيسة الرومانية الكاثوليكية الإمبراطورية الرومانية المقدسة الخلف القانوني الوحيد للإمبراطورية الرومانية خلال العصور الوسطى وفترة العصر الحديث المبكرة. وسادت فكرة القرون الوسطى لتوحيد جميع المسيحيين في كيان سياسي واحد، من خلال الكنيسة والإمبراطورية كمؤسساتها الرائدة.

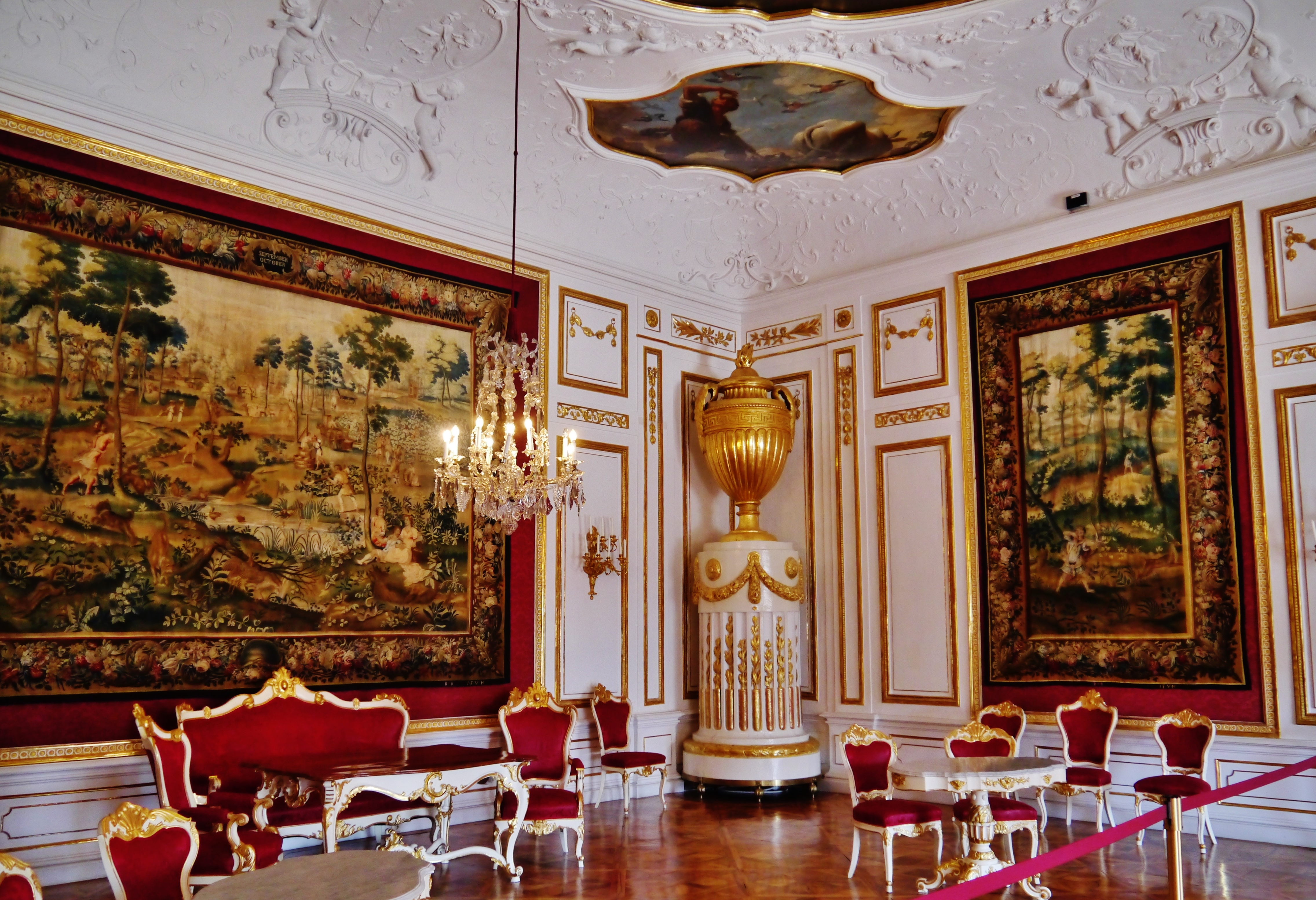
قاعة قصر سالزبورغ، مقر الأمير الأسقف سابقًا.

شغل الأمير الأسقف منصب حاكم مدني لبعض الإمارات العلمانية في حدود الإمبراطورية الرومانية المقدسة. وكانت تدار هذه الإمارات الأسقفية سياسيًا من قبل الأمير الأسقف الذي كانت تتداخل إلى حد كلي أو إلى حد كبير مع اختصاصه الأبرشي والديني، لأن بعض أجزاء من أبرشيته، أو حتى مدينة إقامته، يمكن أن لا تكون جزء من حكمه المدني. في حالة حصلت المدينة على تصريح مدينة حرة من الإمبراطورية الرومانية المقدسة. إذا كان الحاكم الأسقفي كان أسقفًا، المصطلح الصحيح الأمير رئيس أساقفة. وعادًة ما يعتبر الأمير الأسقف ملكًا منتخبًا. كانت الأسقفيات الإكليروسية جزءًا من الإمبراطورية الرومانية المقدسة، والتي شكلت، بالإضافة إلى جانبها الكنسي، دولة مدنية داخل الإمبراطورية. وكانت إمارة سالزبورغ الأسقفية إمارة كنسية ذات خصوصية داخل أراضي الإمبراطورية الرومانية المقدسة. وكانت تتألف من الأراضي العلمانية التي يحكمها أساقفة سالزبورغ، وكانت عاصمة المطرانية سالزبورغ، المدينة الرومانية السابقة يوفافوم.
خلال القرون الوسطى كانت القوى المؤثرة على الصعيد السياسي في المجتمع الأوروبي والنمساوي هي: النبلاء ورجال الدين والملوك، وقد نتج عن ذلك صراع في بعض الأحيان بينهم. وكانت سلطة الباباوت قوية بما يكفي لتحدي سلطة الملوك. ولعلّ نزاع التنصيب أهم صراع بين الكنيسة والدولة في أوروبا خلال القرون الوسطى. إذ تحدت مجموعة من الباباوات سلطة الملكيات في السيطرة على التعيينات لمسؤولين عن الكنائس مثل الأساقفة ورؤساء الأديرة. سيّما بلاط الإمبراطور فريدريك الثاني، ومقره في جزيرة صقلية، إذ واجه توتر وخصومة ومنافسة مع البابوية من أجل السيطرة على شمال إيطاليا.

### عصر الإصلاح البروتستانتي

الإمبراطور فرديناند الثاني؛ لعب آل هابسبورغ دور محوري في الإصلاح المضاد وتثبيت الكاثوليكية في الأراضي النمساويَّة.

تحدى مارتن لوثر عندما أطروحه الخمسة والتسعين على باب كنيسة جميع القديسين في فيتنبرغ في عام 1517، البابوية والإمبراطورية الرومانية المقدسة والتي كانت إمبراطورية رومانية كاثوليكية، وبالتالي أيضًا هيمنة آل هابسبورغ. ادّى رفض مارتن لوثر التراجع عن نقاطه الخمس والتسعين بناءً على طلب البابا ليون العاشر عام 1520 وطلب الإمبراطورية الرومانية المقدسة ممثلة بالإمبراطور شارل الخامس به للنفي والحرم الكنسي وإدانته مع كتاباته بوصفها مهرطقة كنسيًا وخارجة عن القوانين المرعيّة في الإمبراطوريّة. وعلى الرغم من الحرم الكنسي انتشرت اللوثرية وحركة الإصلاح البروتستانتي بسرعة في الأراضي الواقعة تحت سيطرة آل هابسبورغ. ومهد مجلس ماربوغ الطريق للتوقيع عام 1530 على اعتراف أوغسبورغ والذي شكّل جامعة للدول البروتستانتيّة وشارك به حشد كبير ومرموق من النبلاء والأمراء البروتستانت.
كان اعتراف أوغسبورغ أول عرض رسمي لمبادئ حركة الإصلاح البروتستانتي وأهداف المصلحين حركة البروتستانتية الذي سيطلق عليها اسم اللوثرية، وأصدر في سنة 1530 من قبل فيليب ملانكتون لتقديمها إلى اجتماع أوغسبورغ في حضور شارل الخامس. حتى يومنا هذا يعتبر واحدًا من النصوص الأساسية للكنائس البروتستانتية في جميع أنحاء العالم وجزء من كتاب الوفاق اللوثري. مع التهديد العثماني المتنامي احتاج أباطرة الإمبراطورية الرومانية المقدسة إلى ضمان وحدة العالم المسيحي. تولّى عرش آل عثمان بعد مراد الأول ابنه بايزيد، وعند ذلك كانت الدولة قد اتسعت حدودها بشكل كبير، فانصرف إلى تدعيمها بكل ما يملك من وسائل، وانتزع من البيزنطينيين مدينة آلاشهر، وكانت آخر ممتلكاتهم في آسيا الصغرى، وأخضع البلغار عام 1393م إخضاعًا تامًا. فجزع «سيگسموند» ملك المجر من هذا التوسع العثماني، خصوصًا بعد أن تاخمت حدود بلاده مناطق السيطرة العثمانية، فاستنجد بأوروبا الغربية، فدعا البابا «بونيفاس التاسع» إلى حملة صليبية جديدة ضد العثمانيين لمنعهم من التوغل في قلب أوروبا، فلبّى الدعوة ملك المجر سالف الذكر، وعدد من أمراء فرنسا وباڤاريا والنمسا وفرسان القديس يوحنا في رودس وجمهورية البندقية، وقدمت إنگلترا مساعدات عسكرية. ومع تولى فرديناند الأول عرش الإمبراطورية الرومانية المقدسة من 1521 إلى 1564، تم ضمان العرش للكاثوليك. وردًا على ذلك، شكل الأمراء البروتستانت تحالف اتحاد شمالكالدي في فبراير من عام 1531 بدعم فرنسي.
بينما كان شمال ووسط ألمانيا مهد الاصلاح البروتستانتي ومنه انتقلت شرارة الإصلاح، كانت النمسا وبافاريا قلب حركة مكافحة الإصلاح الكاثوليكية في القرن السادس عشر والقرن السابع عشر، تأثرت النمسا كثيرًا من الإصلاح البروتستانتي، الا أن موقف آل هابسبورغ حماة الكاثوليكية من الإصلاح البروتستانتي ودعمهم للإصلاح المضاد، شهد استعادة الكاثوليكية وأصبحت الدين المهيمنة والرسميَّة مرة أخرى. أعتبر آل هابسبورغ لفترة طويلة حماة للكاثوليكية ومن أهم وأكثر الأسر الملكيّة الكاثوليكيَّة عراقة. وإنتشر المذهب البروتستانتي اللوثري بين السكان الناطقين بالألمانيَّة في مختلف أنحاء الإمبراطورية الرومانية المقدسة، بالمقابل لم يحظى المذهب الكالفيني بالشعبيَّة. وتلقت الكنيسة الكاثوليكية الدعم من ملوك آل هابسبورغ، ومع انتشار حركات الإصلاح البروتستانتي قامت الكنيسة الكاثوليكيَّة بالإصلاح المضاد، ووصل اليسوعيين إلى البلاد ولعبوا دورًا برفع مستوى التعليم في البلاد؛ بالإضافة إلى الوعظ وتشغيل المدارس والمستشفيات، في حين كان مسؤولية الرهبان الدومينيكان البحث عن ومحاكمة الخارجين عن العقيدة الكاثوليكيَّة.

### عصر التنوير

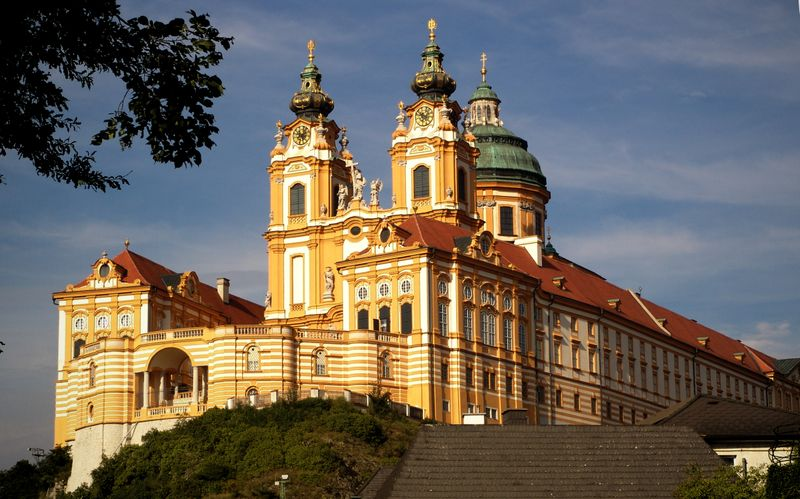
دير ميلك، لعب الدير دور بارز وهام في نشر العلوم والفكر في النمسا.

وسعت عائلة هابسبورغ نفوذها من خلال الزيجات المدبرة واكتساب الامتيازات السياسية، وخاصة حقوق الكهنوت في زيورخغاو وأرجاو وتورجاو. كما استطاعوا الوصول إلى مناصب عالية في التسلسل الهرمي للكنيسة. وكانت الأديرة خصوصاً دير ميلك موقعًا رئيسيًا لإنتاج المخطوطات في القرن الخامس عشر، وأصبح دير ميلك مركزًا لحركة إصلاح ميلك التي أعادت تنشيط الحياة الرهبانية في النمسا وجنوب ألمانيا. أسسّ إغناطيوس دي لويولا الأسباني جمعية اليسوعيين في عام 1540. وأُعتبر اليسوعيين نخبة المجتمع النمساوي وعمل عدد منهم كمربين للملوك من آل هابسبورغ. وخرّجت مدارسهم وجامعتهم نخبة وصفوة المجتمع النمساوي. كما وأسست إخوة المدارس المسيحية أو الفرير شبكة من المدارس الابتدائية والثانوية والمدارس داخليّة والكليات ومعاهد لتدريب المعلمين فادّى ذلك إلى رفع مستوى التعليم في الإمبراطورية النمساوية. ومكثت الرهبنة اليسوعية من أقوى منظمات الكنيسة الكاثوليكية المؤثرة في حدود الإمبراطورية النمساويَّة، واصطدمت أواخر القرن الثامن عشر مع بعض السلطات الأوروبية ما دفع إلى حلّها عام 1773 وهو القرار الذي ألغي عام 1814 على يد البابا بيوس السابع. كانت علاقة الامبراطورة ماريا تيريزا مع اليسوعيين معقدة. حيث قام أعضاء هذا النظام بتعليمها، وعملوا كمعرفين لها، وأشرفوا على التعليم الديني لابنها الأكبر. كان اليسوعيون أقوياء ومؤثرين في السنوات الأولى من حكم ماريا تيريزا. ومع ذلك، أقنعها وزراء الملكة بأن النظام يشكل خطراً على سلطتها الملكية. وأصدرت لاحقاً قرارًا بإخراجهم من جميع مؤسسات الملكية وأمرت بتنفيذ القرار بدقة. حظرت نشر مرسوم البابا كليمنت الثالث عشر، والذي كان لصالح اليسوعيين، وصادرت ممتلكاتهم على الفور عندما حلّ البابا كليمنت الرابع عشر الننظيم.

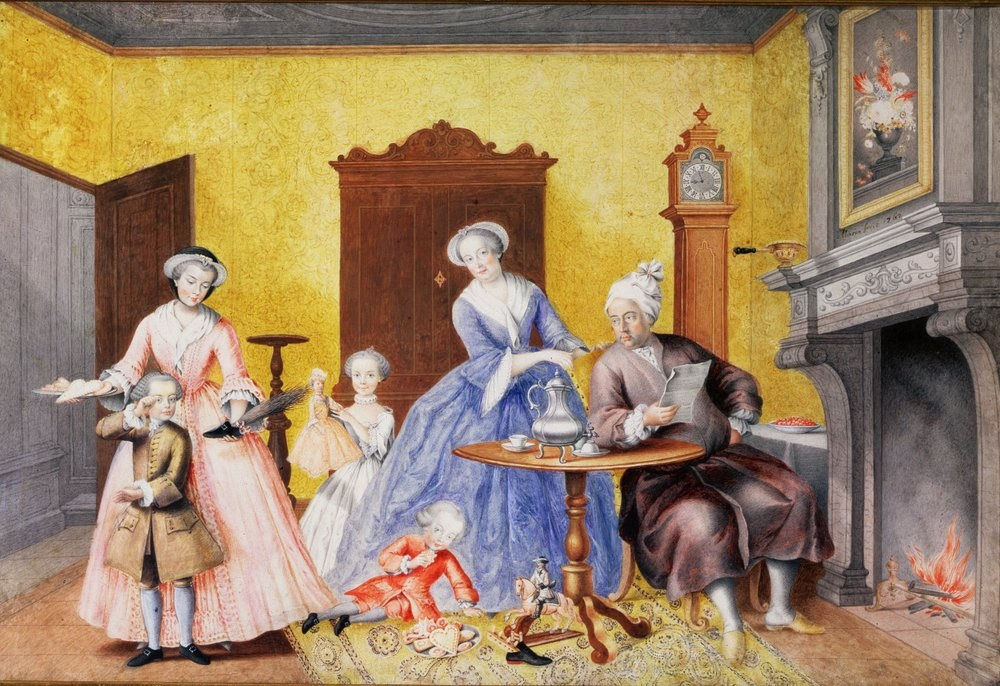
ماريا تيريزا وعائلتها تحتفل بليلة القديس نقولا في عام 1762.

في عام 1775 أعطت الامبراطورة ماريا تيريزا إذن رسمي لأتباع الكنيسة الأرمنية الكاثوليكية ليستقروا في الإمبراطورية النمساوية. ومثل جميع أعضاء بيت آل هابسبورغ، كانت ماريا تيريزا كاثوليكيَّة تقيَّة. وأعربت عن اعتقادها بأن الوحدة الدينية ضرورية لحياة عامة سلميَّة ورفضت فكرة التسامح الديني. ومع ذلك، فإنها لم تسمح للكنيسة بالتدخل في الحياة السياسيَّة، وقامت بتأكيد لقبها الحاكم الحبري الذي أتخذته من الكرسي الرسولي في عام 1758 كتأكيد على سُلطتها السياديَّة في المسائل الكنيسة. وبناءًا على ذلك، أعادت تنظيم الأبرشيات الكاثوليكية دون موافقة الكرسي الرسولي، وأجرت إصلاحًا تعليميًا أنشأ نظامًا إلزاميًا للمدرسة، منفصلاً عن الكنيسة.
اختلف نهج ماريا تيريزا الديني عن نهج أسلافها، ويعود ذلك لتأثرها بالأفكار الينسينية. دعمت الإمبراطورة ماريا تيريزا بنشاط التحول إلى الرومانية الكاثوليكية وذلك من خلال تأمين المعاشات التقاعدية للمتحولين. وتسامحت مع الكاثوليك البيزنطيين وأكدت على وضعهم المتساوي مع الرومان الكاثوليك. إلى جانب إخلاصها للمسيحية، كانت معروفة على نطاق واسع لنمط حياتها الزهدوي، وخاصةً خلال ترملها الذي دام خسمة عشرة عامًا. واتسمت سياسات حكومة ماريا تيريزا تجاه رعاياها الأرثوذكس الشرقيين بمصالح خاصة، لا تتعلق فقط بالوضع الديني المعقد في مختلف المناطق الجنوبية والشرقية من مملكة هابسبورغ، والتي يسكنها المسيحيون الأرثوذكس الشرقيون، بشكل رئيسي من الصرب والرومانيين، ولكن أيضًا فيما يتعلق بالسياسة تطلعات بلاط هابسبورغ نحو العديد من الأراضي والمناطق المجاورة في جنوب شرق أوروبا، والتي لا تزال تسيطر بها الدولة العثمانية المتدهورة ويسكنها أيضًا السكان الأرثوذكس الشرقيين. كما أنها منعت التحويل القسري للأطفال اليهود إلى المسيحية في عام 1762، على الرغم من ذلك اعتبرت ماريا تيريزا كلاً من اليهود والبروتستانت خطرين على الدولة وحاولت بنشاط قمعهم.
وفي عام 1781 في عصر التنوير النمساوي، أصدر الإمبراطور جوزيف الثاني براءة التسامح للنمسا التي سمحت في حرية العبادة في الإمبراطورية. أعلنت الحرية الدينية كحق دستوري وعززت مكانتها في الإمبراطورية النمساوية المجرية في عام 1867 كان النظام الملكي موطن لديانات عديدة بجوار الكنيسة الرومانية الكاثوليكية مثل الكنائس الكاثوليكية الشرقية، والكنيسة الصربية الأرثوذكسية، والكنيسة الرومانية الأرثوذكسية، والكنيسة الروسية الأرثوذكسية، والكنيسة البلغارية الأرثوذكسية (أعترفت النمسا بالكنيسة قبل اعتراف الدولة العثمانية بها بعدة قرون)، ومن الكنائس البروتستانتية كل من الكالفينية واللوثرية إلى جانب الديانة اليهودية. قام جوزيف الثاني (1780-1790) بحل جميع الجماعات الرهبانية التي لم تشارك في التدريس والتعليم، واستخدمت ممتلكاتهم لإنشاء عدد من الرعايا الجديدة، وفتح مدارس ابتدائية جديدة. كما انتهى الإصلاح المضاد عندما أصدر جوزيف الثاني وثيقة التسامح في عام 1781. وأزال معظم القيود المفروضة على العبادة غير الكاثوليكيَّة. وتمكن المؤمنين البروتستانت والأرثوذكس من أن يكونوا مؤهلين للخدمة في المكاتب الحكومية. في العقد المقبل سعى الكهنة الكاثوليك إلى تخليص أنفسهم من ما اعتبروه «كنيسة جوزيفينيست»، وبالتالي ظهرت أفكار أولترامونتانيسم بينهم.

### العصور الحديثة

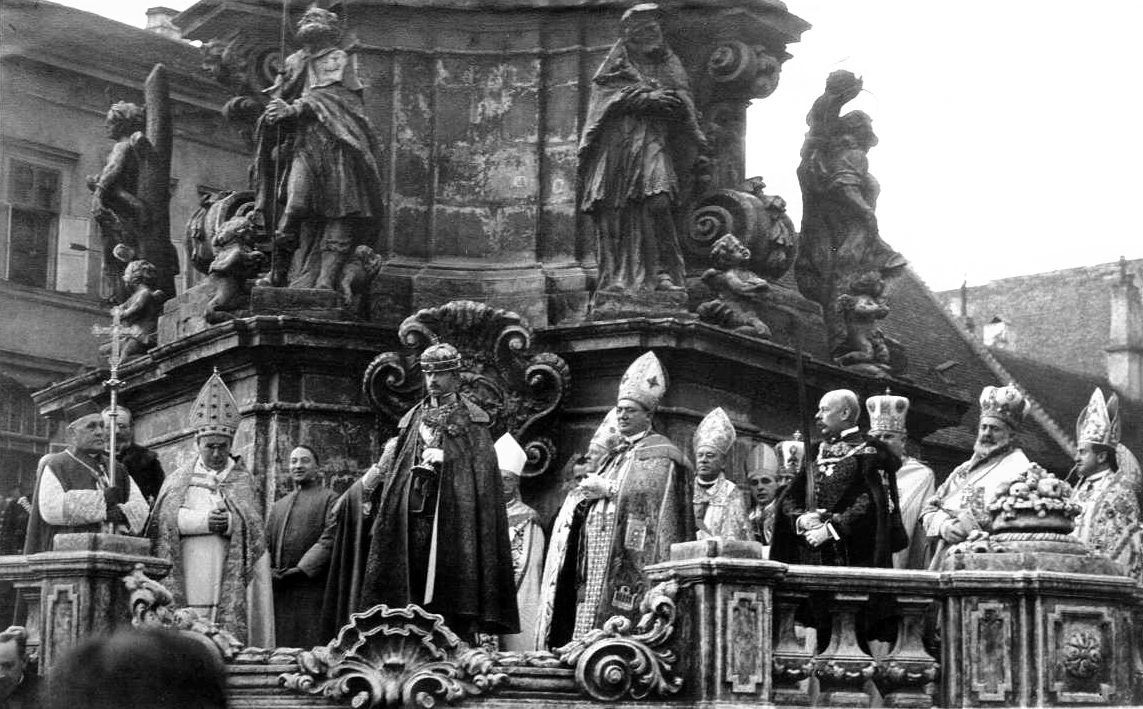
تتويج كارل الأول إمبراطور النمسا في عام 1916.

وضع كاثوليك الدولة العثمانية تحت حماية فرنسا والإمبراطورية النمساوية المجرية، إذ أعتبر آل هابسبورغ حكام الإمبراطورية النمساوية حماة الكاثوليكية، في حين وضع الأرثوذكس تحت حماية روسيا وقامت إنجلترا بحماية البروتستانت. في القرن التاسع عشر نشأ تشريع لمساعدة الطبقة العاملة في الإمبراطورية النمساوية المجرية من المحافظين الكاثوليك، والذين تحولوا إلى الإصلاح الاجتماعي باستخدام النماذج السويسرية والألمانية والتدخل في الصناعة الخاصة. في ألمانيا استخدم المستشار أوتو فون بسمارك هذه السياسات لتحييد الوعود الاشتراكية. درس الكاثوليك قانون المصانع السويسرية لعام 1877 الذي حدد ساعات العمل للجميع، وأعطى مزايا الأمومة، والقوانين الألمانية التي تؤمن العمال ضد المخاطر الصناعية المتأصلة في مكان العمل. كانت هذه بمثابة الأساس لتعديل قانون التجارة النمساوي عام 1885. وبدأت الكاثوليكية السياسيّة في الإمبراطورية النمساوية المجرية في النصف الثاني من القرن التاسع عشر، لتصبح مفهوم سياسيّ وثقافي يروّج للأفكار والتصرّفات الاجتماعية الخاصّة بالكنيسة الكاثوليكية (التعليم الاجتماعي الكاثوليكي) في الحياة العامة من خلال العمل الحكومي.
في عام 1910 شكل الكاثوليك حوالي 76.6% من سكان الإمبراطورية النمساوية المجرية (بين 64% إلى 66% من أتباع الكنيسة اللاتينية ومن 10% إلى 12% من أتباع الكنائس الكاثوليكية الشرقية)، وانتمى حوالي 8.9% إلى المذاهب البروتستانتية (خصوصاً على المذاهب الكالفينية واللوثرية والتوحيدية)، وانتمى حوالي 8.7% إلى الكنيسة الأرثوذكسية الشرقية، وشكل اليهود حوالي 4.4% من سكان الإمبراطورية. وفي الأراضي النمساوية شكل الكاثوليك حوالي 90.9% من السكان، وشكل البروتستانت حوالي 2.1%، في حين شكل الأرثوذكس حوالي 2.3% من السكان. يُذكر أنه تم إعلان تطويب آخر أباطرة الإمبراطورية النمساوية الهنغارية كارل الأول إمبراطور النمسا في عام 2004.

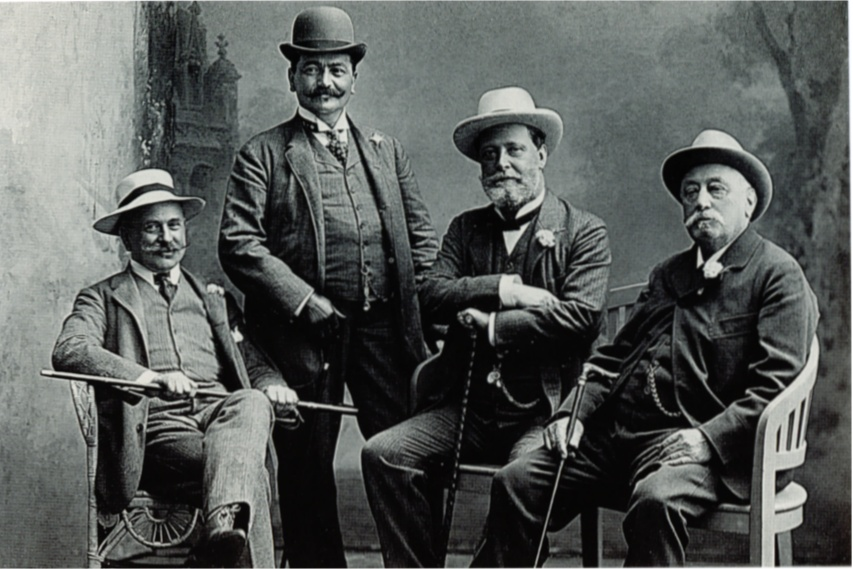
صورة تاريخية لمؤسسي الحزب الإجتماعي المسيحي تعود لعام 1905.

بعد سقوط الإمبراطورية النمساوية المجرية في عام 1918 شغل زعماء كاثوليك مناصب هامة في الجمهورية مثل تيودور انيتزر وايجنز سيبيل والذي تبوأوا مناصب قيادية داخل أو قريبة من الحكومة النمساوية. في عام 1891 تأسس الحزب الاجتماعي المسيحي والذي كان حزبًا سياسيًا محافظًا رئيسيا في أراضي التاج السيزليثانية في الإمبراطورية النمساوية المجرية وفي الجمهورية النمساوية الأولى، من عام 1891 إلى 1934. وكان الحزب ينتمي إلى القومية النمساوية التي سعت للحفاظ على النمسا الكاثوليكية ضد الهيمنة البروتستانتية في الإمبرطورية الألمانية، وحدد النمساويين أساس هويتهم الدينية الكاثوليكيَّة في الغالب مقابل الهوية الدينية البروتستانتية بين البروسيين. ونشطت خلال هذه الفترة الحركات الكاثوليكية القومية.
بعد عام 1920، كان الحزب الاجتماعي المسيحي يقود الحكومة النمساوية التي احتفظ بعلاقات وثيقة مع الكنيسة الرومانية الكاثوليكية. حاول مستشار الحزب، إغناتس زايبل تشكيل تحالف سياسي بين الصناعيين الأثرياء والكنيسة الرومانية الكاثوليكية. وعلى الرغم من القوة السياسية للحزب في السلطة، كانت سياسة الدولة عنيدة وعنيفة، مع كل من الحزب اليساري (جمهورية حماية الجامعة) وأخرى يمينية تسمى (حرس الوطن) وأشتبك هؤلاء كقوات شبه عسكرية مع بعضها البعض. على الرغم من أن الكنائس الكاثوليكية والبروتستانتية رحبت في البداية في الألمان في عام 1938 بعدما تم ضم النمسا إلى ألمانيا، الا ان الكنيسة النمساوية الكاثوليكية توقفت عن دعم النازية في وقت لاحق والعديد من الشخصيات العامة الدينية شاركت مع المقاومة ضد الرايخ الثالث. ويقول بعض المؤرخين أن هتلر لديه خطة سرية، والتي يقول كانت موجودة حتى قبل صعود النازيين إلى السلطة، وهي تدمير المسيحية في الرايخ الثالث، والذي كان من المقرر أن يتم السيطرة وتخريب الكنائس بعد الحرب. وتعرض القادة والمثقفين المسيحيين للإضطهاد بسبب أنشطتهم السياسية المناهضة للنازية.
بعد نهاية الحرب العالمية الثانية في عام 1945، تم فرض علمانية صارمة في النمسا وتم فصل الدين عن الدولة، مما أدّى إلى تراجع التأثير الديني على الساحة السياسية، كما شهدت البلاد انخفاض في نسب المترددين على الكنائس حيث أنه في عام 2004 قال حوالي 18% من النمساويين أنهم يداومُون على حضور القداس في الكنيسة مرة في الأسبوع. وعلى الرغم من ذلك ظلَّت النمسا متأثرة إلى حد كبير في الثقافة الكاثوليكية التي كانت متجذرة في الثقافة النمساوية. وتقوم كل مجموعة دينية معترف بها في النمسا بجمع ضريبة الكنيسة بمعدل 1.1%، على الرغم من أنه في الوقت الحالي تقوم فقط الكنيسة الكاثوليكية بالاستفادة من هذا القانون. حيث أن ضريبة الكنيسة إلزامية للكاثوليك فقط في النمسا. يعود تاريخ هذه الضريبة إلى قبل وصول أدولف هتلر للسلطة في عام 1939. بعد الحرب العالمية الثانية، تم الإبقاء على الضرائب من أجل الحفاظ على استقلالية الكنيسة من القوى السياسية. ووفقاً لدراسة قامت بها مركز بيو للأبحاث عام 2019 حوالي 76% من النمساويين من دافعي ضريبة الكنيسة.

## ديموغرافيا

### التعداد السكاني
| الديانة | 1951      | 1951      | 1961      | 1961      | 1971      | 1971      | 1981      | 1981      | 1991      | 1991      | 2001      | 2001      | 2021      | 2021      |
| الديانة | تعداد     | %         | تعداد     | %         | تعداد     | %         | تعداد     | %         | تعداد     | %         | تعداد     | %         | تعداد     | %         |
| --- | --------- | --------- | --------- | --------- | --------- | --------- | --------- | --------- | --------- | --------- | --------- | --------- | --------- | --------- |
| المسيحية | 6,632,500 | 95.7      | 6,763,400 | 95.6      | 7,022,400 | 93.8      | 6,821,300 | 90.2      | 6,489,100 | 83.2      | 6,485,700 | 80.7      | 6,093,700 | 68.2      |
| —الكاثوليكية | 6,170,100 | 89.0      | 6,295,100 | 89.0      | 6,548,300 | 87.4      | 6,372,600 | 84.3      | 6,081,500 | 78.0      | 5,915,400 | 73.6      | 4,933,300 | 55.2      |
| —أرثوذكسية** | –         | –         | –         | –         | –         | –         | –         | –         | –         | –         | 179,500   | 2.2       | 436,700   | 4.9       |
| —بروتستانتية | 429,500   | 6.2       | 438,700   | 6.2       | 447,100   | 6.0       | 423,200   | 5.6       | 388,700   | 5.0       | 376,200   | 4.7       | 340,300   | 3.8       |
| —الكنيسة الكاثوليكية القديمة | 32,900    | 0.5       | 29,600    | 0.4       | 27,000    | 0.4       | 25,500    | 0.3       | 18,900    | 0.2       | 14,600    | 0.2       | 4,900     | 0.1       |
| —طوائف مسيحية أخرى*** | –         | –         | –         | –         | –         | –         | –         | –         | –         | –         | –         | –         | 378,500   | 4.2       |
| الإسلام** | –         | –         | –         | –         | 22,300    | 0.3       | 76,900    | 1.0       | 158,800   | 2.0       | 339,000   | 4.2       | 745,600   | 8.3       |
| البوذية**** | –         | –         | –         | –         | –         | –         | –         | –         | –         | –         | 10,400    | 0.1       | 26,600    | 0.3       |
| الهندوسية**** | –         | –         | –         | –         | –         | –         | –         | –         | –         | –         | 3,600     | 0.0       | 10,100    | 0.1       |
| اليهودية | 11,200    | 0.2       | 9,000     | 0.1       | 8,500     | 0.1       | 7,100     | 0.1       | 7,300     | 0.1       | 8,100     | 0.1       | 5,400     | 0.1       |
| أديان أخرى | 23,100    | 0.3       | 31,400    | 0.4       | 74,400    | 1.0       | 118,900   | 1.6       | 197,400   | 2.5       | 62,200    | 0.9       | 62,100    | 0.7       |
| لا دينية | 264,000   | 3.8       | 266,000   | 3.8       | 321,200   | 4.3       | 452,000   | 6.0       | 672,300   | 8.6       | 963,300   | 12.0      | 1,997,700 | 22.4      |
| لم يعلن | 3,100     | 0.0       | 4,000     | 0.1       | 42,800    | 0.6       | 79,000    | 1.0       | 271,000   | 3.5       | 160,700   | 2.0       | –         | –         |
| مجمل السكان | 6,933,900 | 6,933,900 | 7,073,800 | 7,073,800 | 7,491,500 | 7,491,500 | 7,555,300 | 7,555,300 | 7,795,800 | 7,795,800 | 8,032,900 | 8,032,900 | 8,935,800 | 8,935,800 |
| *1951-2001: تم حساب الانتماءات الدينية لجميع السكان في التعداد. 2021-: إحصاء الانتماءات الدينية في إحصاء صغير واستقراء لإجمالي السكان. **تم احتساب المسيحية الأرثوذكسية والإسلام كجزء من "الديانات الأخرى" حتى تعداد عام 1971 وعام 2001 على التوالي، حيث بدأ عدهما بشكل منفصل، تزايدت أعداد المسلمين في البلاد بشكل كبير نتيجة لموجات الهجرة حيث تعود أصول الغالبية الساحقة من المسلمين إلى تركيا والبلقان (البوشناق) في الدرجة الأولى، بالإضافة إلى أصول أفغانية وكردية وعربية. ***في عام 2021، تم إحصاء 378,500 شخص في فئة "المسيحية" في جدول تعداد واحد ولكن في فئة "الديانات الأخرى" في جدول آخر، مما يجعل التمييز ضبابيًا. ****تم حساب البوذية والهندوسية بشكل منفصل، وإن كان ذلك فقط في بعض تقارير البيانات، على الأقل منذ تعداد عام 2001. |           |           |           |           |           |           |           |           |           |           |           |           |           |           |

### الدين حسب الولاية الفيدرالية
| الولاية الفيدرالية | مجمل المسيحية | مجمل المسيحية | الكاثوليكية | الكاثوليكية | الأرثوذكسية | الأرثوذكسية | البروتستانتية | البروتستانتية | الإسلام | الإسلام | أديان أخرى | أديان أخرى | لادينية | لادينية |
| الولاية الفيدرالية | تعداد         | %             | تعداد       | %           | تعداد       | %           | تعداد         | %             | تعداد   | %       | تعداد      | %          | تعداد   | %       |
| --- | ------------- | ------------- | ----------- | ----------- | ----------- | ----------- | ------------- | ------------- | ------- | ------- | ---------- | ---------- | ------- | ------- |
| بورغنلاند | 237,900       | 80.3          | 194,100     | 65.5        | 8,000       | 2.7         | 33,700        | 11.4          | 6,400   | 2.2     | 2,100      | 0.7        | 49,900  | 16.8    |
| كيرنتن | 434,500       | 77.2          | 356,900     | 63.4        | 20,700      | 3.7         | 41,800        | 7.4           | 31,100  | 5.5     | 3,900      | 0.7        | 93,100  | 16.5    |
| النمسا السفلى | 1.242,000     | 73.4          | 983,100     | 58.1        | 49,000      | 2.9         | 56,700        | 3.3           | 83,200  | 4.9     | 21,500     | 1.3        | 346,500 | 20.5    |
| النمسا العليا | 1.098,600     | 73.4          | 931,300     | 62.3        | 43,000      | 2.9         | 48,500        | 3.2           | 125,500 | 8.4     | 12,800     | 0.9        | 259,200 | 17.3    |
| سالزبورغ | 415,500       | 74.2          | 322,000     | 57.5        | 28,100      | 5.0         | 17,100        | 3.0           | 36,400  | 6.5     | 6,600      | 1.2        | 101,900 | 18.2    |
| شتايرمارك | 894,300       | 71.7          | 789,300     | 63.3        | 34,100      | 2.7         | 39,600        | 3.2           | 63,400  | 5.1     | 8,400      | 0.7        | 281,500 | 22.6    |
| تيرول | 556,300       | 73.2          | 502,600     | 66.2        | 23,400      | 3.1         | 22,700        | 3.0           | 65,900  | 8.7     | 2,500      | 0.3        | 134,800 | 17.8    |
| فيينا | 942,000       | 52.0          | 611,700     | 31.8        | 215,200     | 11.2        | 70,300        | 3.7           | 284,900 | 14.8    | 38,700     | 2.0        | 655,400 | 34.1    |
| فورارلبرغ | 272,700       | 68.3          | 242,400     | 60.7        | 15,100      | 3.8         | 10,000        | 2.5           | 48,800  | 12.2    | 2,500      | 0.6        | 75,400  | 18.9    |
| ملاحظة النسب المئوية لا تصل إلى 100%؛ أما الباقي، الذي لم يتم ذكره في هذا الجدول، فقد تم احتسابه كجزء من "المسيحية" بواسطة جامعي التعداد السكاني لعام 2021. |               |               |             |             |             |             |               |               |         |         |            |            |         |         |

## الطوائف المسيحية

### الكنيسة الكاثوليكية

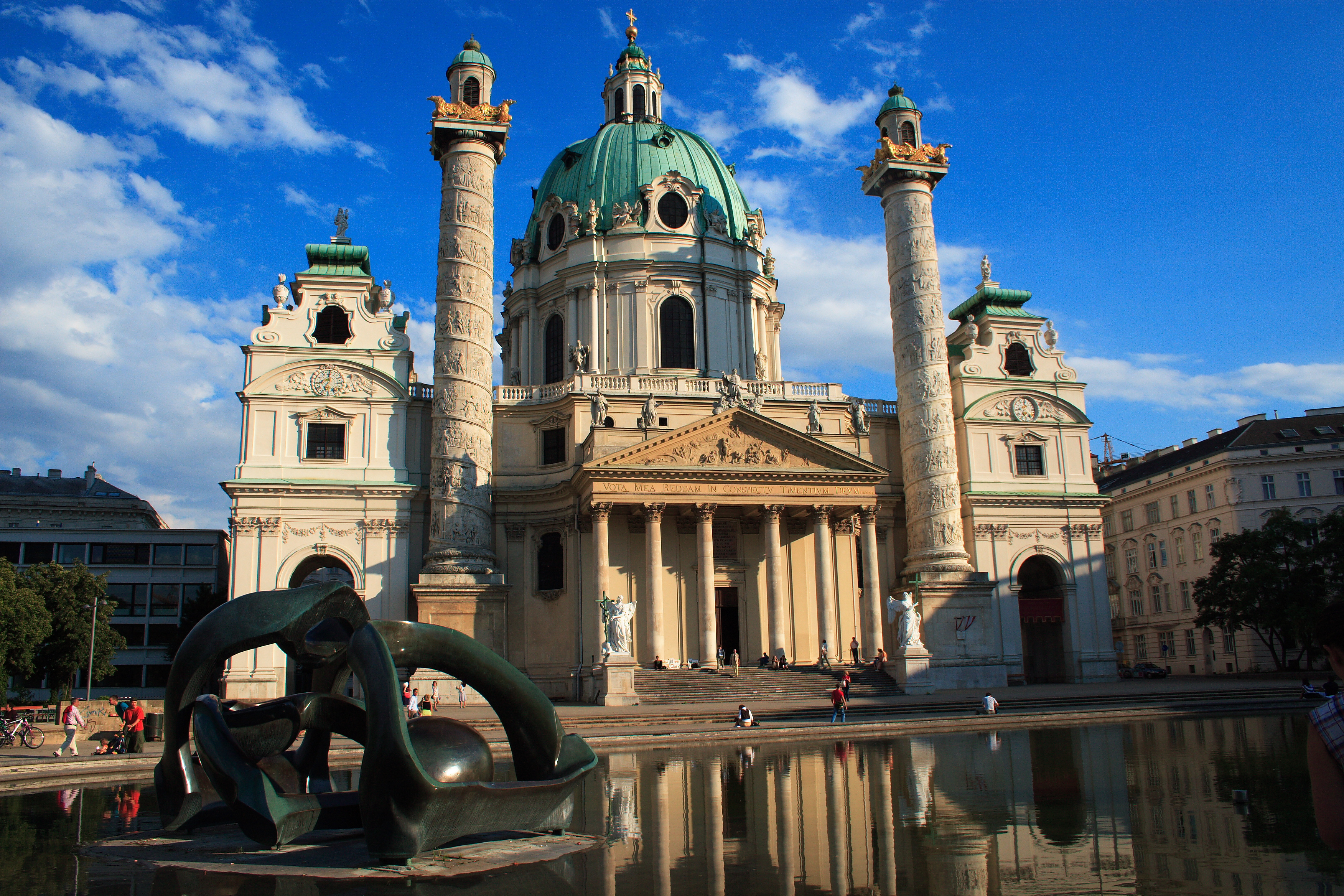
كنيسة القديس شارل في مدينة فيينا.

الكنيسة الكاثوليكية النمساويَّة هي جزء من الكنيسة الكاثوليكية العالمية في ظل القيادة الروحية للبابا في روما والمؤتمر الأسقفي النمساوي. لعبت الكنيسة الرومانية الكاثوليكية دورًا هامًا سواء في الثقافة والسياسة النمساويَّة. حيث تم المواقفة على بناء جامعة فيينا من قبل البابا أوربان الخامس في عام 1365، ونظرًا لكونها مؤسسة بابوية منذ عام 1551 حتى منتصف القرن الثامن عشر كان الجامعة تحت سيطرة الرهبان اليسوعيون. أدّى حكم آل هابسبورغ الكاثوليكيَّة إلى تثبيت المذهب الكاثوليكي في أراضي ملكية هابسبورغ بعد حرب الثلاثين عاما القرن الخامس عشر، ولعبت الكنيسة الرومانية الكاثوليكية دورًا هامًا سواء في الثقافة والسياسة النمساويَّة. اتخذت ملكية هابسبورغ المذهب الكاثوليكي كدين الدولة الرسمي ووُضعت الكنيسة الرومانية الكاثوليكية تحت حماية الدولة والملكية، حيث كان أعضاء آل هابسبورغ لفترة طويلة حماة للكاثوليكية ومن أهم وأكثر الأسر الملكيّة الكاثوليكيَّة عراقة، والتي كان لها دور في تعزيز الكاثوليكية في أوروبا الوسطى. وبحلول القرن الثامن عشر، أصبحت الإمبراطورية النمساوية قوة أوروبية وسطى داخل العالم المسيحي. تطورت في بلاط الإمبراطورية النمساوية ثقافة مسيحية مميزة، وكان للموسيقة المسيحيَّة المقدسة (مثل ترنيمة الميلاد «الليلة الصامتة») تقليد ذات حضور في الموسيقى الكلاسيكية في فيينا وسالزبورغ، وكان للكنيسة الكاثوليكية النمساوية دور هام في تطوير الأعمال الأدبيَّة والصوفيَّة والفلسفيَّة المسيحيَّة؛ وتُعتبر النمسا الحاليّة مسقط رأس العديد من المبشرين والقديسين المسيحيين، مثل سانت شتورم وليوبولد الثالث وروبرت السالزبورغي وغيرهم. أنجبت الكنيسة الكاثوليكية النمساوية غريغور يوهان مندل، وهو راهب وعالم، والذي يعتبر أب علم الوراثة الحديث.
بلغت نسبة معتنقي المذهب الكاثوليكي وفقًا للتعداد السكاني لعام 2015 حوالي 60% من سكان البلاد. في حين وفقًا لدراسة نشرها مركز بيو للأبحاث عام 2017 حوالي 74% من السكان أي 6 ملايين كاثوليكي، ووجدت الأكاديمية النمساوية للعلوم ومعهد ديموغرافيا فيينا أنَّ حوالي 73.6% من سكان النمسا يعتنقون المسيحيَّة ديناً في عام 2016، ووجدت الأكاديمية أن الكاثوليكية هي كبرى الكنائس المسيحية ويتبعها حوالي 64.2% من السكان. وقد حصلت الكنيسة الكاثوليكية النمساوية على زيادة بنسبة 70% في طلبات المعمودية للبالغين خلال الأشهر الثلاثة الأولى من عام 2016. وفقاً لبيانات من الكنيسة الكاثوليكية في النمسا، فقد ترك 85,960 شخص الكنيسة سنة 2010 (وهو رقم قياسي)، ويعود ذلك جزئياً إلى الكشف عن حالات الاعتداء في بعض الكنائس في حين غادر آخرون من أجل تجنب دفع ضريبة الكنيسة -من أجل تجنب دفع الضريبة يجب عليهم التسجيل لدى الحكومة أنهم تخلوا رسمياً عن العقيدة الكاثوليكية-، ثم استمر الحال في السنوات التالية بمعدل أقل (ترك نحو 50-60 ألف شخص الكنيسة سنوياً)، وفي المقابل ينضم سنوياً إلى الكنيسة 4,500-5,500 شخص. ونتيجة لذلك وفقاً لبيانات الكنيسة فقد انخفضت أعداد الكاثوليك المسجلين رسمياً من 5.16 مليون في 2016 إلى 5.11 مليون في 2017. وعلى الرغم من مغادرة العديد رسمياً الكنيسة بسبب الفضائح أو لأسباب اقتصادية لا يزال بعضهم يعتبرون أنفسهم كاثوليك أو مؤمنين، ويحضرون بعض المناسبات الدينية، على الرغم من أنهم لم يعودون أعضاءاً مسجلين رسمياً في الكنيسة. أشار تقرير يعود إلى عام 2016 أنَّ نصف المعتنقين الجدد إلى الكاثوليكية في فيينا هم مسلمون سابقاً، وكانت غالبية المسلمين المتحولين للكاثوليكية في النمسا يأتون من إيران وأفغانستان تليها سوريا والعراق. وأشارت تقارير مختلفة من عام 2017 إلى زيادة ملحوظة في أعداد اللاجئين والمهاجرين المسلمين المتحولين إلى المسيحية على المذهب الكاثوليكي في النمسا.
يُنظم المؤتمر النمساوي للأساقفة الكاثوليك عمل هيئة الكنيسة الرومانية الكاثوليكية، وتتكون من التسلسل الهرمي للمطارنة ومقرها اثنين في (فيينا وسالزبورغ). مع ذلك كل أسقف أبرشية يُعتبر مستقل في منطقته، ومستقل في عمله إلا أمام البابا. الرئيس الحالي لمؤتمر الاساقفة الكاثوليك الكاردينال كريستوف شونبورن وهو ينتمي إلى عائلة نبيلة أرستقراطية وهي آل شونبورن. وتقوم كل مجموعة دينية معترف بها في النمسا بجمع ضريبة الكنيسة بمعدل 1.1%، على الرغم من أنه في الوقت الحالي تقوم فقط الكنيسة الكاثوليكية بالاستفادة من هذا القانون. حيث أن ضريبة الكنيسة إلزامية للكاثوليك فقط في النمسا. ووفقاً لدراسة قامت بها مركز بيو للأبحاث عام 2019 حوالي 76% من النمساويين من دافعي ضريبة الكنيسة.

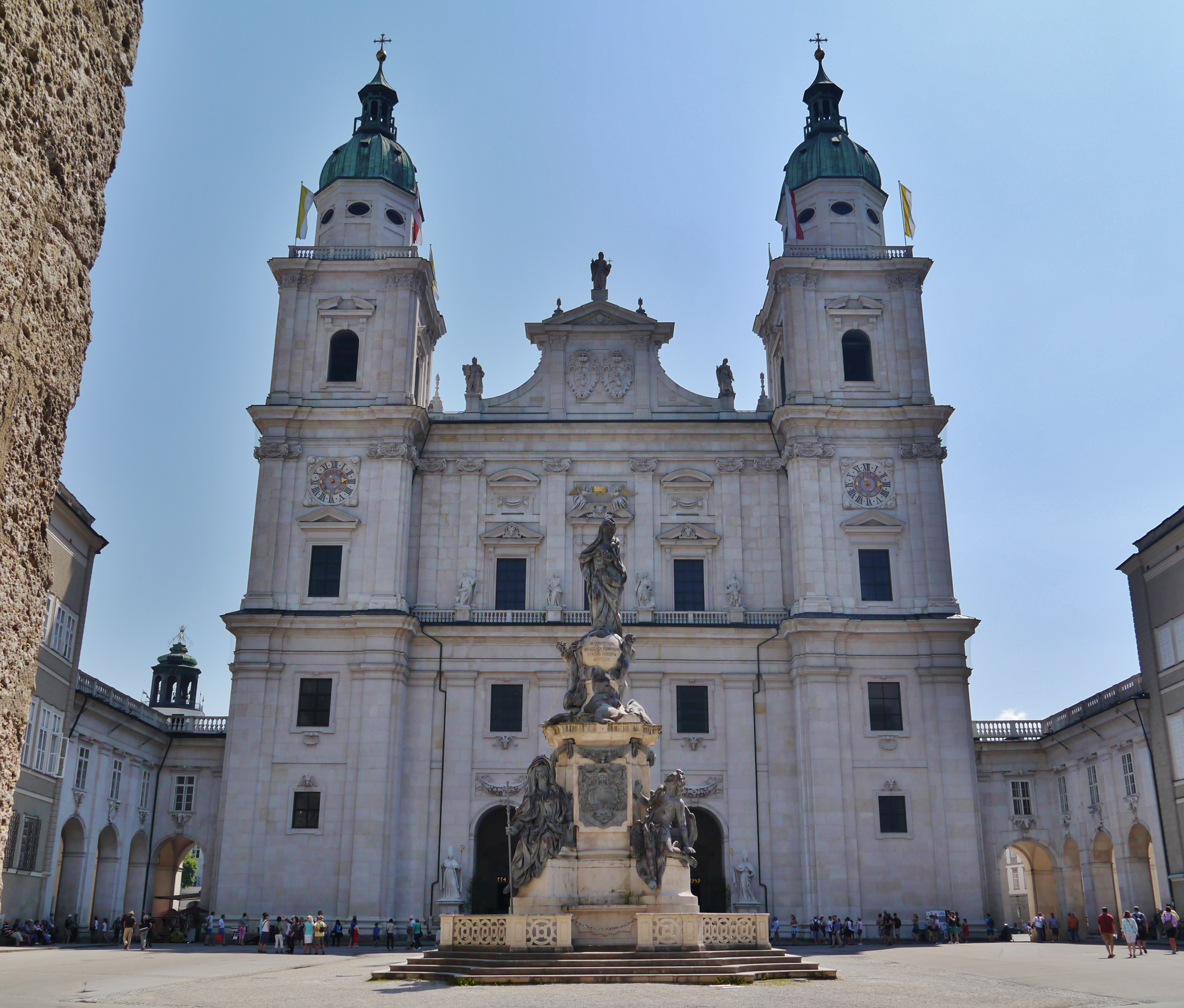
كاتدرائية سالزبورغ
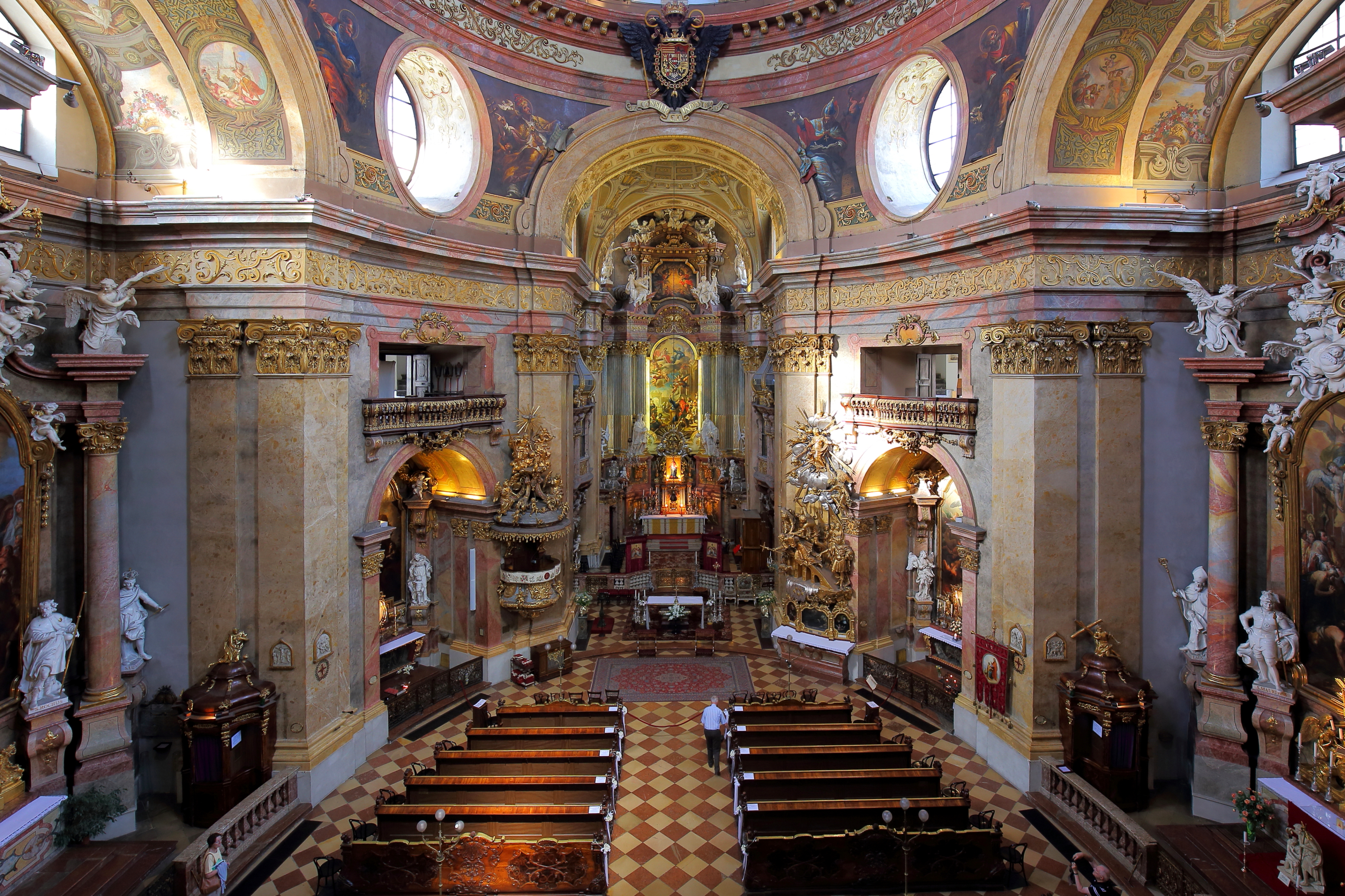
كنيسة القديس بطرس في فيينا
دير ويلهيرينغ؛ من أبرز الكنائس المبنية على طراز الروكوكو
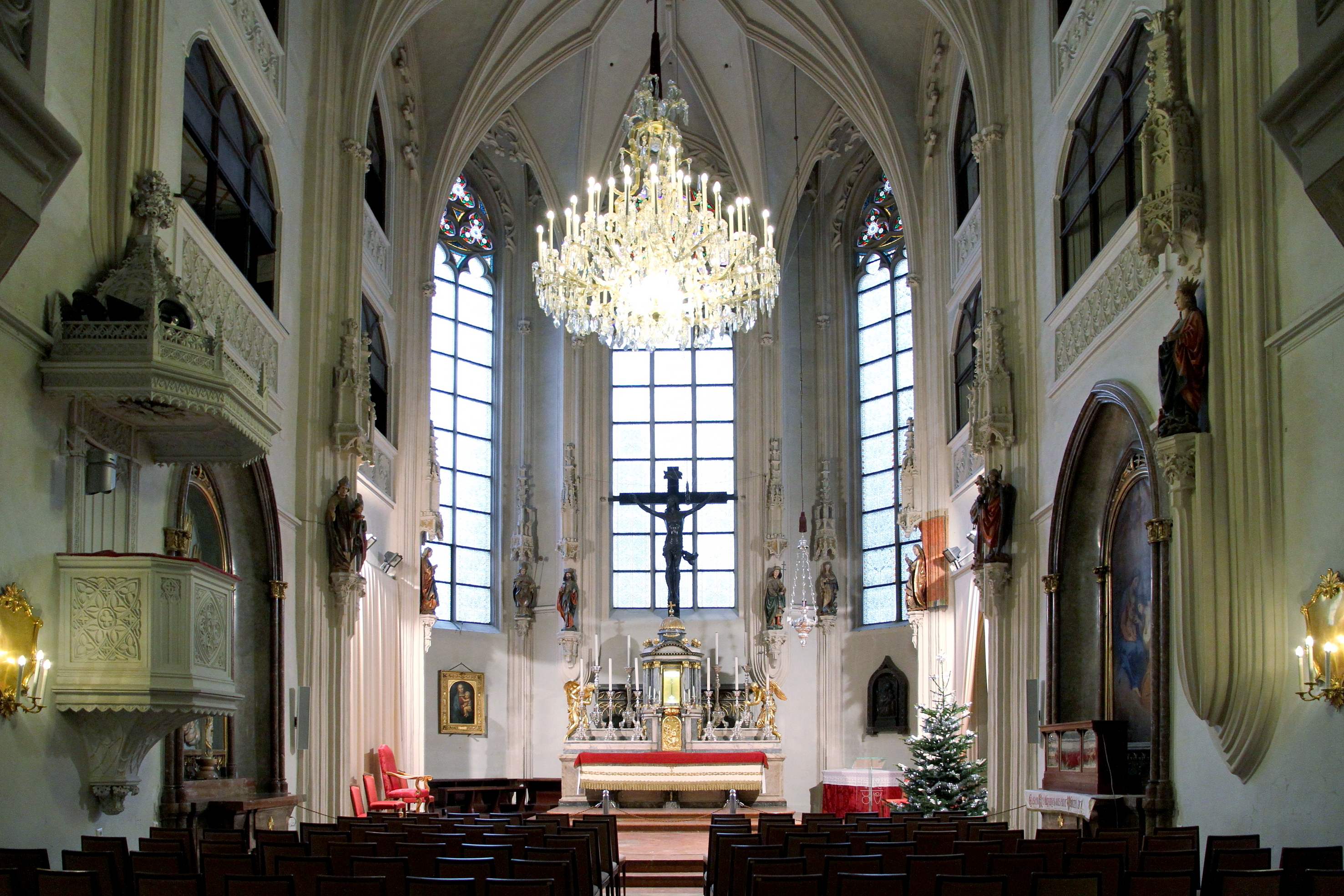
مصلى قصر هوفبورغ
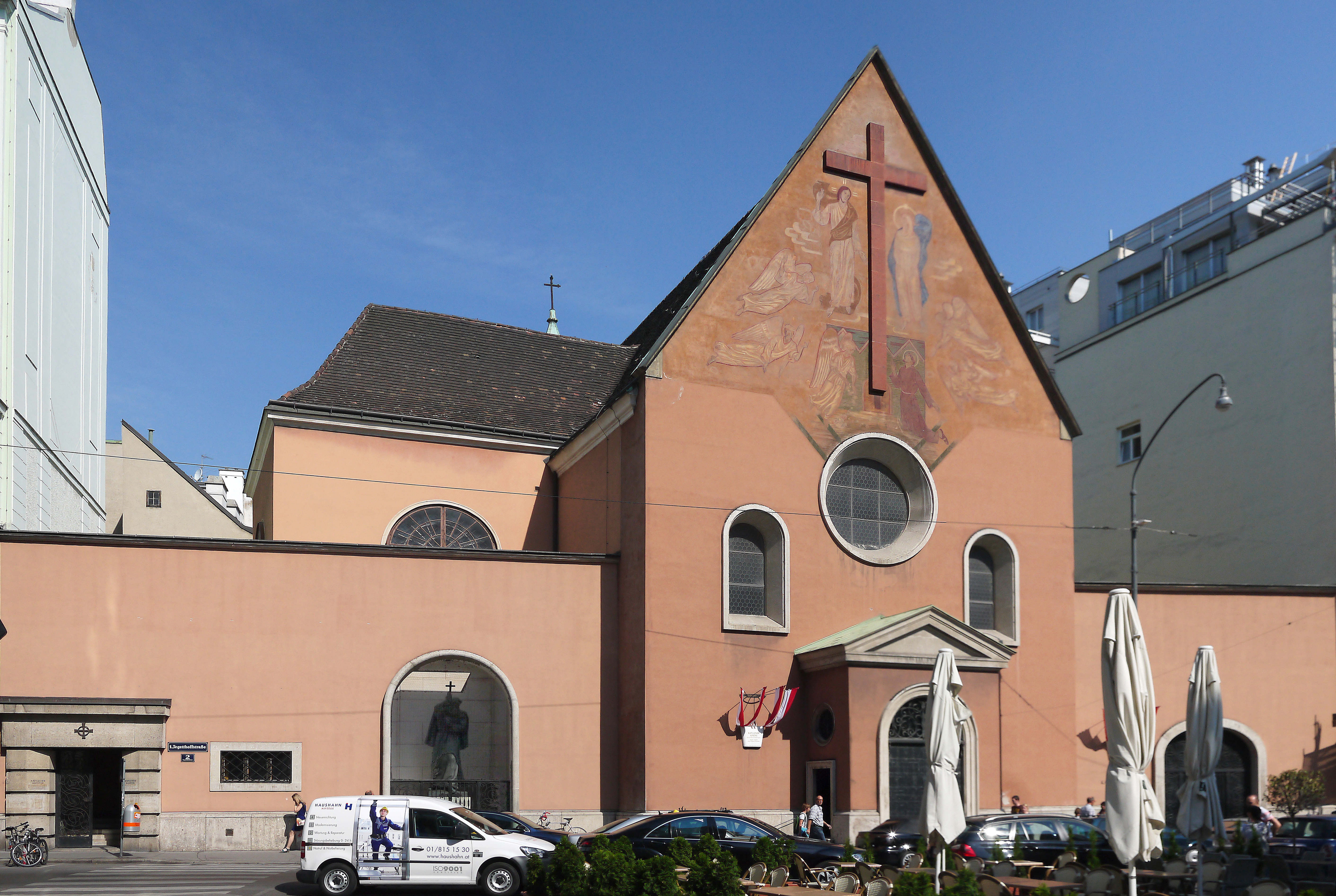
السرداب الإمبراطوري في فيينا؛ ويضم قبور أعضاء وأبناء أسرة هابسبورغ

### الأرثوذكسية الشرقية

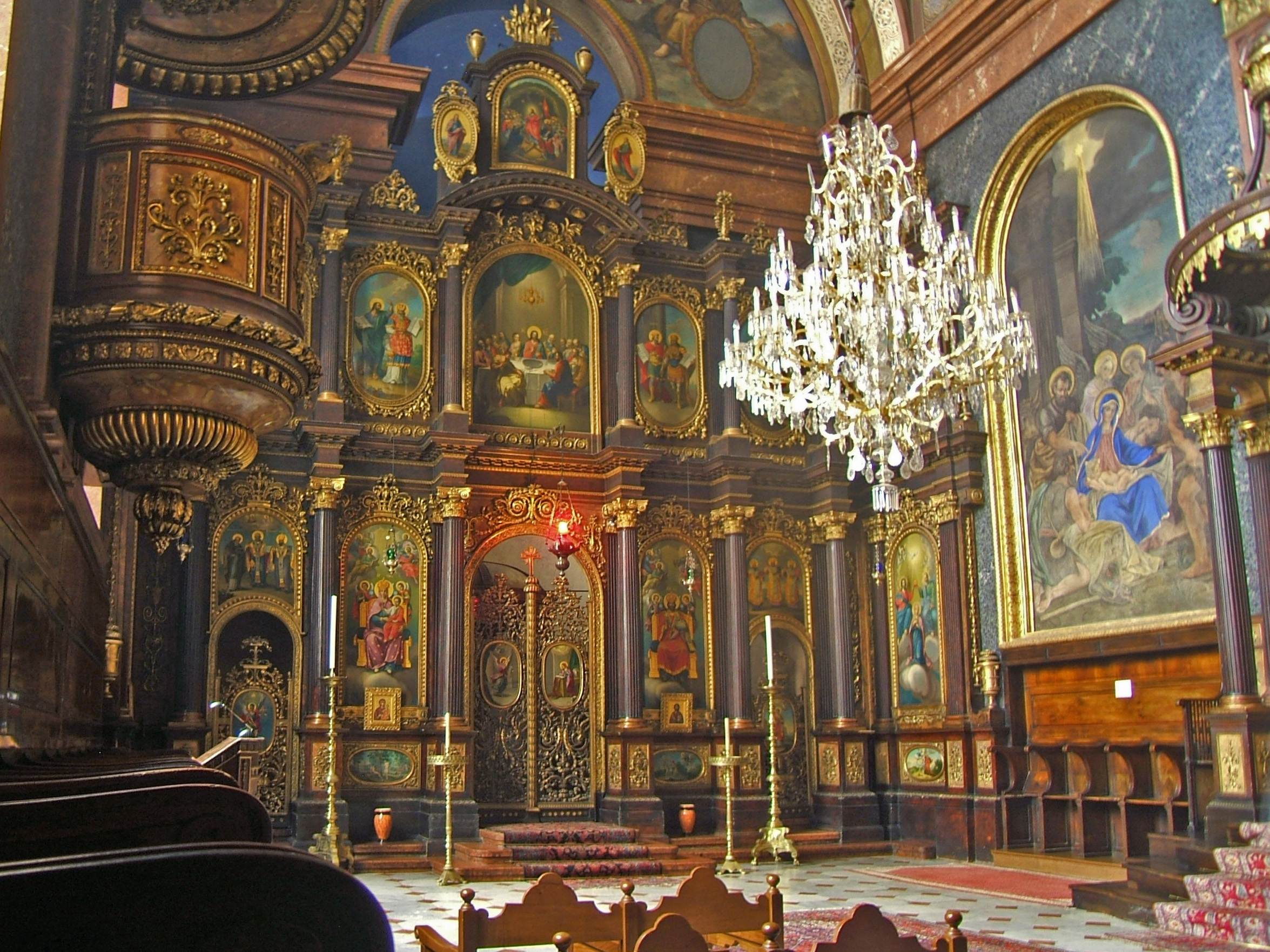
داخل كنيسة الثالوث المقدس الأرثوذكسيَّة في مدينة فيينا، دشنت في عام 1787.

يعود الوجود الصربي الأرثوذكسي في النمسا إلى القرن الثامن عشر، حيث مع احتلال العثمانيين لصربيا تراجع عدد صربيا بفعل هجرتين كبيرتين إلى داخل الإمبراطورية النمساوية اتفق المؤرخون على تسميتها بالهجرات الصربية العظيمة، حيث انسحب آلاف الصرب بقيادة بطاركتهم من المدينة واستقروا في مقاطعتيّ ڤويڤودينا وسلاڤونيا المعاصرة. ونقل مركز الكنسية الصرب شمالًا كما ألغيت البطريركية مرة أخرى من قبل العثمانيين في 1766. مَنح آل هابسبورغ الصرب الحكم الذاتي، ويعود الوجود اليوناني الأرثوذكسي إلى الاتصالات التجارية بين الأرستقراطية اليونانية والنمساويين، وفي القرن التاسع عشر كان لليونانيين في الإمبراطورية النمساوية المجرية أهمية اقتصاديَّة كبيرة.
في العقود الأخيرة ازداد أعداد الكنائس الأرثوذكسية الشرقية خاصًة الكنيسة الصربية الأرثوذكسية مع تدفق المهاجرين من أوروبا الشرقية خاصًة من البلقان. اعتبارًا من عام 2010 تم تقدير أعداد أتباع الكنائس الأرثوذكسية المحليَّة بحوالي 500,000 (منهم 400,000 أتباع الكنائس الأرثوذكسية الشرقية و100,000 أتباع الكنائس الأرثوذكسية المشرقية). ويُعد الصرب أكبر مجموعة عرقيَّة أرثوذكسيَّة في البلاد. في عام 2015 شكَّل أتباع الكنائس البروتستانتية ما يقرب من 6% من مجموع السكان، وبذلك تعتبر ثاني أكبر المذاهب المسيحيَّة بعد الرومان الكاثوليك. تشهد الكنائس الأرثوذكسية الشرقية نمواً سريعاً حيث وصلت نسبة أتباع الكنيسة الأرثوذكسية الشرقية إلى حوالي 8.8% من السكان في عام 2018، ويرجع ذلك أساساً إلى هجرة الصرب من يوغوسلافيا السابقة والرومانيين.

### البروتستانتية

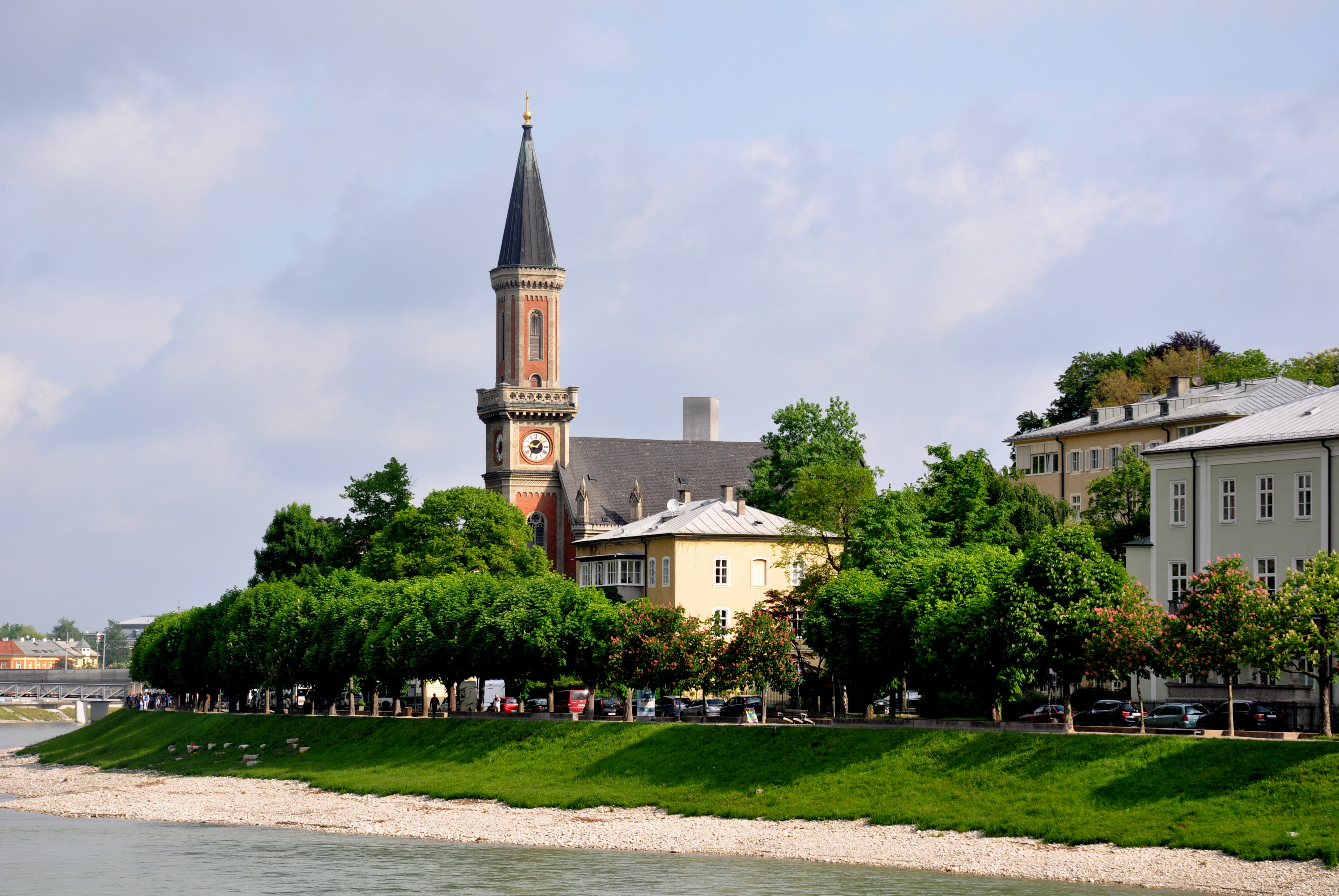
كنيسة المسيح اللوثريَّة في مدينة زالتسبورغ.

انتشر الإصلاح البروتستانتي من شمال ألمانيا إلى الأراضي النمساويَّة، ومن عقد مجمع ترنت في عام 1545، كان ما يقرب من نصف سكان الأراضي النمساويّة قد تحول إلى اللوثرية، إلى جانب أقليَّة تحولت إلى الكالفينية. وكانت الأراضي النمساوية الشرقيَّة أكثر تأثرًا بهذه الظاهرة بالمقارنة مع الأراضي النمساويَّة الغربيَّة. بعد عام 1545، استعادت الكاثوليكية معقلها في النمسا مع انطلاق الإصلاح المضاد. وفرض آل هابسبورغ الكاثوليك نظامًا صارمًا لإستعادة نفوذ الكنيسة الكاثوليكية بين النمساويين وحققت حملتهم نجاحًا، وقد أعتبر آل هابسبورغ أنفسهم حماة الكاثوليكية لفترة طويلة، في حين تم قمع جميع الأديان الطوائف المسيحية الأخرى.
بحلول عام 1951 وصلت البروتستانتية إلى نسبة قدرّت بحوالي 6.2% لتكون أعلى نسبة في التاريخ النمساوي منذ نجاح الإصلاح المضاد. اعتبارًا من عام 2010 كان يُشكل أتباع الكنائس البروتستانتية ما يقرب من 4% من مجموع السكان، وبذلك تعتبر ثالث أكبر المذاهب المسيحيَّة بعد الرومان الكاثوليك. تعد الكنيسة اللوثرية أكبر المذاهب البروتستانتية والتي لها حضور تاريخي بارز والتي تبلغ نسبتها 4.7% من السكان، أي حوالي 50,000 لوثري. وفقًا لدراسة المؤمنون في المسيح من خلفية مسلمة: إحصاء عالمي وهي دراسة أجريت من قبل جامعة سانت ماري الأمريكيّة في تكساس سنة 2015 وجدت أن عدد المسلمين في النمسا المتحولين للمذهب الإنجيلي (الأغلبيَّة من أصول تركية وكوسوفيَّة) يبلغ حوالي 1,100 شخص.

### المسيحية السريانية
بدأ تكوين المجتمع الآشوري والسرياني في النمسا في عام 1974، عندما هاجر الآشوريون والسريان من ديار بكر ومديات وماردين التركيَّة إلى فيينا. ومنذ عام 2003 وبسبب حرب العراق هاجر العديد من الكلدان الكاثوليك من العراق إلى النمسا. في عام 2009 تم افتتاح النادي السرياني في فيينا، ويُنظم النادي الأحداث الإجتماعية مثل الحفلات والمؤتمرات. تعود أصول غالب المجتمع الآشوري والسرياني النمساوي إلى تركيا، وينتمي معظمهم إلى الكنيسة السريانية الأرثوذكسية، على الرغم من أن أقلية تنتمي إلى كنيسة المشرق الأشورية.

## المسيحية في المجتمع

### الوضع الحالي

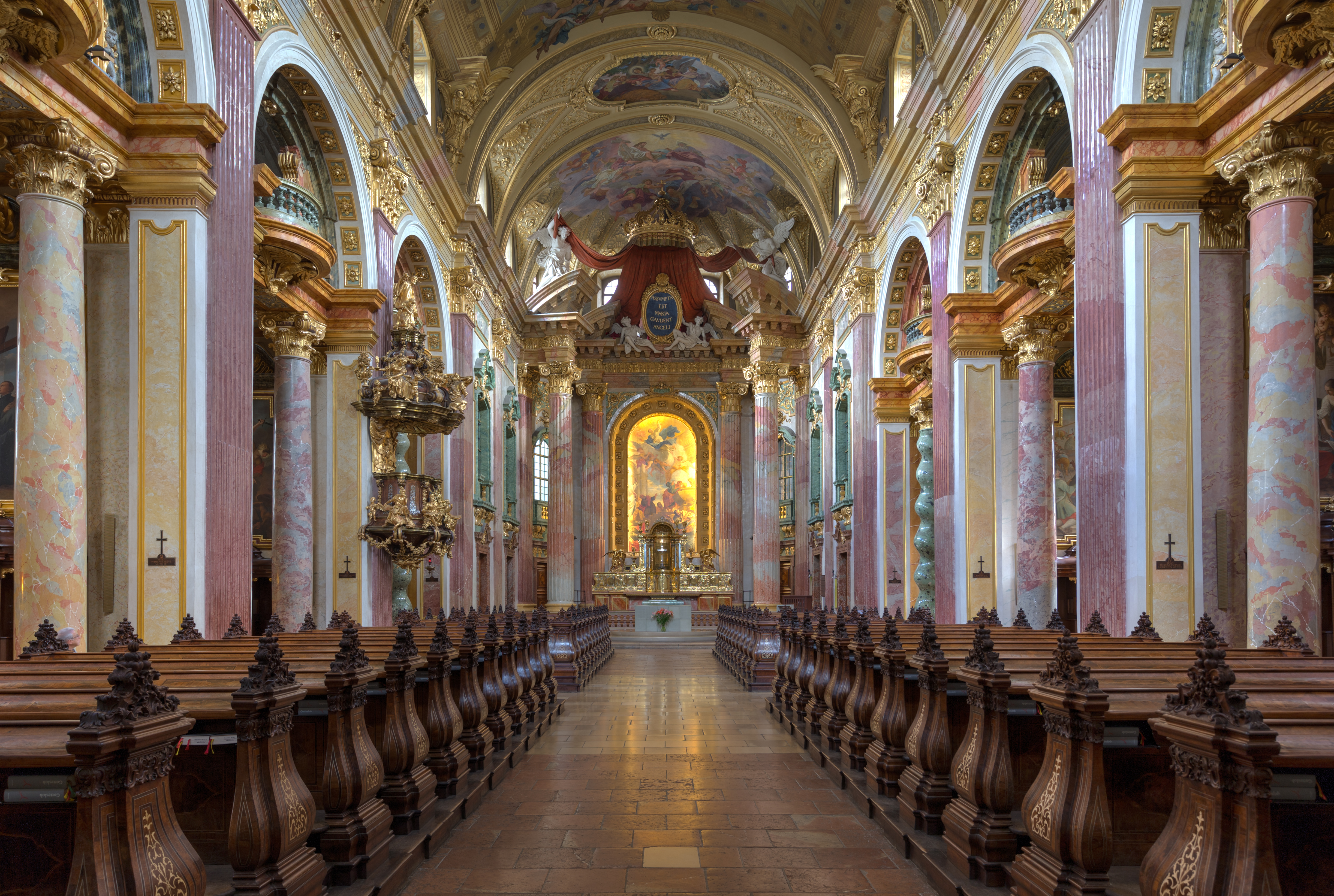
الكنيسة اليسوعيَّة في مدينة فيينا.

وفقًا لدراسة نشرها مركز بيو للأبحاث عام 2017 تحت عنوان خمسة عقود بعد الإصلاح تبين أنَّ 13% من الكاثوليك النمساويين قال أن للدين أهميَّة كبيرة في حياتهم، وقال 7% من الكاثوليك النمساويين أنه يُداوم على الصلاة يوميًا، وقال 11% من الكاثوليك النمساويين أنه يتردد على حضور القداس في الكنيسة على الأقل مرة في الأسبوع. ووجدت الدراسة أنه على الرغم من تاريخ الصراع والانقسام الكاثوليكي والبروتستانتي؛ قال حوالي 94% من الكاثوليك النمساويين أنهم مستعدين لتقبل البروتستانت كأفراد داخل عائلتهم، وقال 94% من الكاثوليك النمساويين أنهم يعرفون أفراد من البروتستانت. وبحسب الدراسة أيضًا قال 60% من الكاثوليك النمساويين أنَّ الإيمان والأعمال الصالحة هي ضروريَّة للحصول على الخلاص، وهي نظرة أقرب للاهوت الكنيسة الكاثوليكيَّة؛ في حين قال 21% من الكاثوليك النمساويين أنَّ الإيمان وحده هو ضروريَّ للحصول على الخلاص، وهي نظرة لاهوتيَّة من الفكر البروتستانتي والتي تقول أنّ الحصول على الخلاص أو غفران الخطايا هو هديّة مجانيّة ونعمة الله من خلال الإيمان بيسوع المسيح مخلصًا، وبالتالي ليس من شروط نيل الغفران القيام بأي عمل تكفيري أو صالح.
وجدت دراسة قامت بها مركز بيو للأبحاث عام 2018 أنَّ حوالي 80% من النمساويين قالوا أنهم مسيحيين وبحسب الدراسة تأتي الكاثوليكيَّة بمقدمة الطوائف المسيحيَّة مع حوالي 75% من السكان، وأعتبر حوالي 52% أنفسهم مسيحيين إسميين وحوالي 28% قال أنه يُداوم على حضور القداس. عمومًا حصل حوالي 91% من مجمل النمساويين على سر المعمودية، وقال حوالي 86% أنه تربى على التقاليد المسيحيَّة، بالمجمل قال حوالي 91% من النمساويين الذين تربوا على التقاليد المسيحيَّة ما زالوا يعتبرون أنفسهم مسيحيين، في حين أنَّ النسبة المتبقيَّة معظمها لا تنتسب إلى ديانة. حوالي 3% من المسيحيين في النمسا تربوا على تقاليد دينية غير مسيحيَّة وتحولوا للمسيحية لاحقاً.
وبحسب الدارسة قال 59% من المسيحيين النمساويين أنَّ للدين أهميَّة في حياتهم، وقال 95% من المسيحيين النمساويين المُداومين على حضور القداس أنهم يؤمنون بالله بالمقابل قال 77% من المسيحيين الإسميين ذلك. ويُداوم حوالي 35% من المسيحيين النمساويين على حضور القداس على الأقل مرة في شهر، ويصوم حوالي 17% منهم خلال فترات الصوم، ويرتدي 27% الرموز المسيحيَّة، ويُقدم حوالي 27% منهم الصدقة أو العُشور، ويُشارك 10% معتقداتهم مع الآخرين، في حين أنَّ 46% من المسيحيين يُداومون على الصلاة ويعتبر 53% منهم متدينين. كما وحصل 99% من مجمل المسيحيين النمساويين على سر المعمودية، وقال 93% منهم أنه سيربي طفله على الديانة المسيحيَّة، يذكر أن حوالي 5% من غير المنتسبين لأي ديانة قال أنه سيربي طفله على الديانة المسيحيَّة. بحسب الدراسة أعرب حوالي 66% من النمساويين المسيحيين بأنَّ هويتهم المسيحيَّة هي مصدر فخر واعتزاز بالنسبة لهم، ويوافق 45% منهم على التصريح أنَّ المسيحية هي عاملًا هامًا لكي تكون وطنيًا. وقال 88% منهم أنه يعرف «الكثير» عن المسيحية.
على المستوى الاجتماعي والسياسي قال 64% من النمساويين المسيحيين أن الكنائس تلعب دور ايجابي في مساعدة الفقراء والمحتاجين، وعبرَّ 84% من المسيحيين المتلزمين للغاية عن وجهات نظر إيجابية للمؤسسات الدينية مقابل 39% من المسيحيين الأقل التزاماً. ورفض 77% من النمساويين المسيحيين القول أنَّ «العِلم يجعل الدين غير ضروري في حياتي!»، كما وقال 2% من النمساويين المسيحيين أن تعاليم المسيحيَّة تُروج للعنف مقابل 25% منهم قال أن تعاليم الإسلام تُروج للعنف، كما وقال حوالي 42% منهم أنه يعرف شخص يهودي على المستوى الشخصي، ويعرف حوالي 68% شخص ملحد على المستوى الشخصي، ويعرف حوالي 62% شخص مُسلم على المستوى الشخصي. وقال 21% من النمساويين المسيحيين أنهم غير مستعدين لتقبل اليهود داخل عائلتهم، بالمقابل يقول 39% من النمساويين الكاثوليك بأنه غير مستعد لتقبل المسلمين داخل عائلتهم. يذكر أنه وفقاً لمركز بيو للأبحاث 97% من المسيحيين النمساويين متزوجين من أشخاص من نفس الديانة.